# The Ninety and Nine (film 1911)
The Ninety and Nine è un cortometraggio muto del 1911 diretto da Ralph Ince.

## Produzione
Il film fu prodotto dalla Vitagraph Company of America.

## Distribuzione
Distribuito dalla General Film Company, il film - un cortometraggio in una bobina - uscì nelle sale cinematografiche statunitensi il 29 settembre 1911.